# Sungai Radang
Sungai Radang, także Radang (mal. Kampong Sungai Radang) – wieś w mukimie Batu Apoi w dystrykcie Temburong we wschodnim Brunei. Położona przy skrzyżowaniu dróg Jalan Labu i Jalan Selapon. Znajduje się tu Kompleks Sukan Batu Apoi (pl. Kompleks Sportowy Batu Apoi).